# Hallau
Hallau es una comuna suiza del cantón de Schaffhausen. Limita al norte con la comuna de Stühlingen (DE-BW), al este con Oberhallau, al sureste con Neunkirch, al sur con Wilchingen y Trasadingen, y al oeste con Eggingen (DE-BW).